# Ruspidge
Ruspidge est un village du Gloucestershire, en Angleterre.